# Balthasar Nick

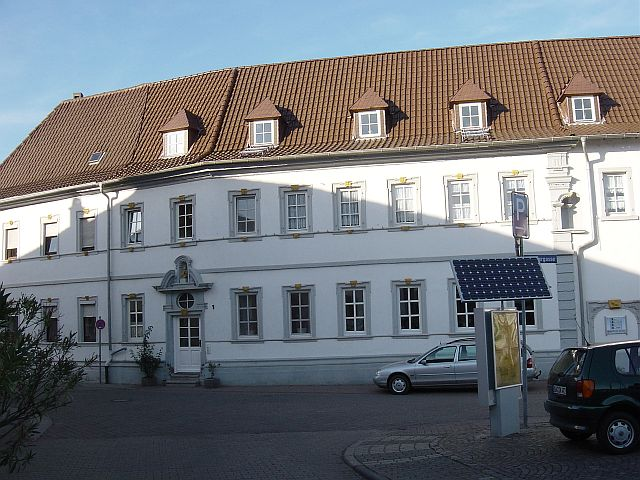
Gasthaus Drei Könige, frühes 18. Jahrhundert

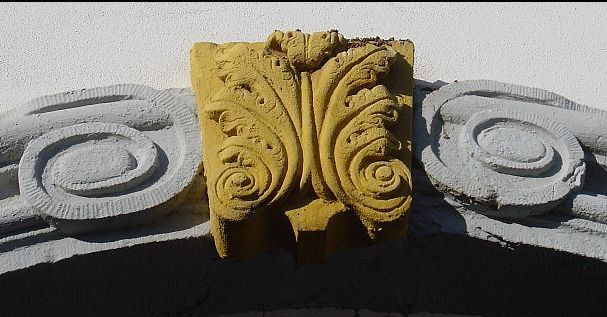
Gasthaus Drei Könige, Torabschluss

Balthasar Nick (* 1678; † 13. Juni 1749 in Dirmstein), auch Franz Balthasar Nigg, war ein Baumeister des Barock und Rokoko, der im Bereich des Hochstifts Worms (heute Rheinhessen, Rheinland-Pfalz) wirkte. Seine hauptsächlichen Arbeiten entstanden an seinem 15 km von Worms entfernten Wohnort Dirmstein (heute Vorderpfalz).

## Herkunft und Beruf
Balthasar Nick entstammte einer Familie von Vorarlberger Bauhandwerkern. Diese kamen ursprünglich als Walser aus dem Schweizer Kanton Wallis und wurden in der Tiroler Gemeinde Fließ und im oberen Lechtal ansässig; weitere Angehörige ließen sich auch im nahen Allgäu nieder.
Während seiner Wanderjahre als Maurer kam Nick vor 1699 nach Dirmstein, wo er seinen dauerhaften Aufenthalt nahm und ein Bauunternehmen gründete. Entsprechend den Gepflogenheiten der Zeit übte er nicht nur seinen Beruf als Maurermeister aus, sondern war auch als Bauleiter und Architekt tätig. Seine Bauaufträge in Dirmstein erhielt er hauptsächlich vom Hochstift Worms – der Fürstbischof von Worms hatte hier sein Sommerschloss – und dem örtlichen Adel.

## Familie

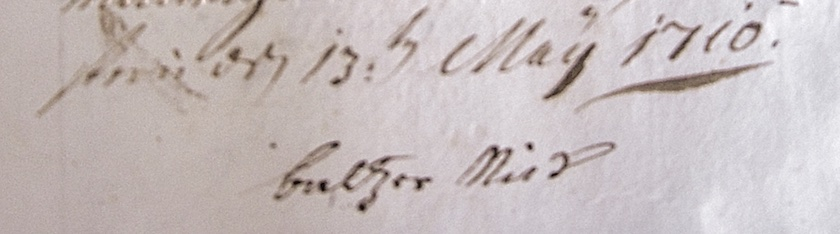
Autograph des Balthasar Nick vom Mai 1710, er unterschreibt mit Baltzer Nick

Verheiratet war Nick etwa seit dem Jahr 1700 mit Anna Catharina König (* um 1680; † 14. März 1749). Das Ehepaar hatte neun Kinder, die zwischen 1701 und 1721 geboren wurden.
Die Tochter Anna Christina Nick (* 19. April 1704; † 2. April 1748) heiratete den aus dem Fürststift Kempten stammenden Franz Rothermel (1690/91–1759), der Maurer- und Zimmermeister war und wie Nick auch als Architekt arbeitete.
Eine weitere Tochter, Marie Ursula Nick (* 5. März 1715; † 23. Mai 1793), wurde die Ehefrau des Müllermeisters der Unteren Mühle in Dirmstein, Philipp Johannes Plantz (* 1712; † 27. März 1754). Dieser war ein Nachfahr der Allgäuer Maurer- und Müllersfamilie Blanz/Plantz aus Vorderhindelang und 1733 nach Dirmstein gekommen.
Ein Enkel Balthasar Nicks, Johannes Nick, wurde Bürgermeister in Gerolsheim, dem Nachbarort von Dirmstein. 1784 war er Prozessgegner des bekannten Bildhauers und Architekten Peter Anton von Verschaffelt. Dabei ging es um Rückzahlungsmodalitäten nach einer Geldanlage von 1000 Gulden. Der Prozess verdeutlicht die beachtenswerten Verbindungen der Bauhandwerkerfamilie Nick.

## Bedeutende Werke
Gasthaus Drei Könige, Dirmstein

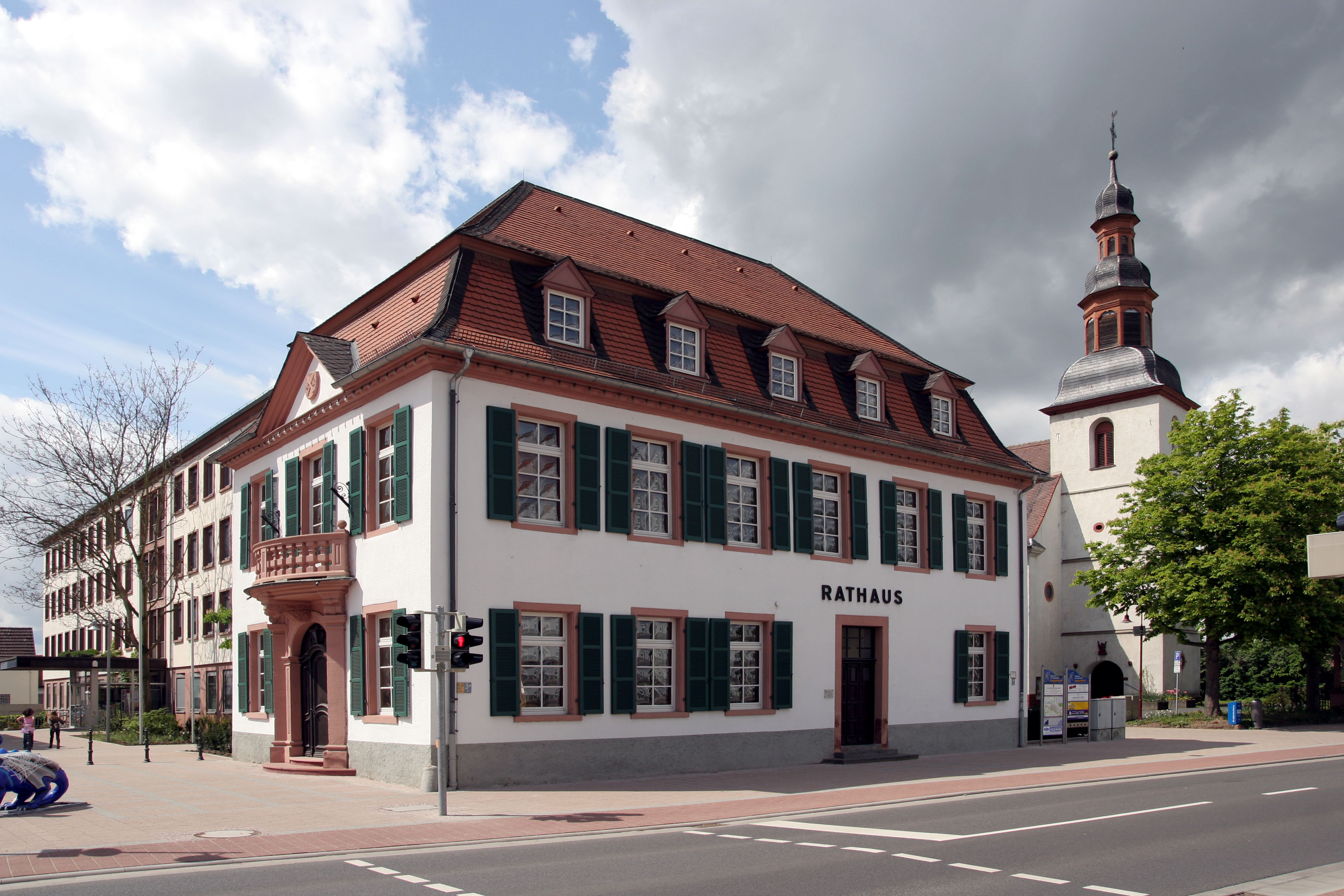
Altes Rathaus Lampertheim

Das ehemalige Gasthaus Drei Könige, das Nick als voluminösen Putzbau mit aufwendig ausgestatteter Fassade im ersten Drittel des 18. Jahrhunderts für seine Familie errichtete, steht an der Ecke Metzgergasse 1 (Anschrift) und Obertor 2. Der Name der Gaststätte bezieht sich allerdings nur scheinbar auf das kirchliche Fest Erscheinung des Herrn, das im Volksmund Drei König genannt wird, sondern vielmehr sowohl auf den Geburtsnamen König der Ehefrau Anna Catharina als auch auf den Vornamen des Erbauers, Balthasar.
Rathaus Lampertheim, 1739
Nachdem das Lampertheimer Rathaus niedergebrannt war, ergingen im Jahr 1737 Einladungsschreiben an bekannte Werkmeister und Bauleute aus Mannheim, Ladenburg, Weinheim, Lorsch, Dirmstein und Worms, sich an der Ausschreibung zur Erstellung des neuen Rathauses zu beteiligen. Zusammen mit seinem Schwiegersohn Franz Rothermel erhielt Nick den Auftrag zu Planung und Bau des Rathauses. Er schlug vor, das neue Gebäude auf das noch vorhandene alte Fundament zu setzen. Franz Rothermel konnte am 3. Mai 1739 melden, dass das Mauerwerk stehe und das Holzwerk „zum Aufschlagen parat“ liege. Im November 1739 erhielt das neue Gebäude noch Öfen und Fensterläden. Die Baustoffe waren in der Hauptsache von Heidelberg auf dem Wasserweg herantransportiert worden.
Laurentiuskirche Dirmstein, 1742–46

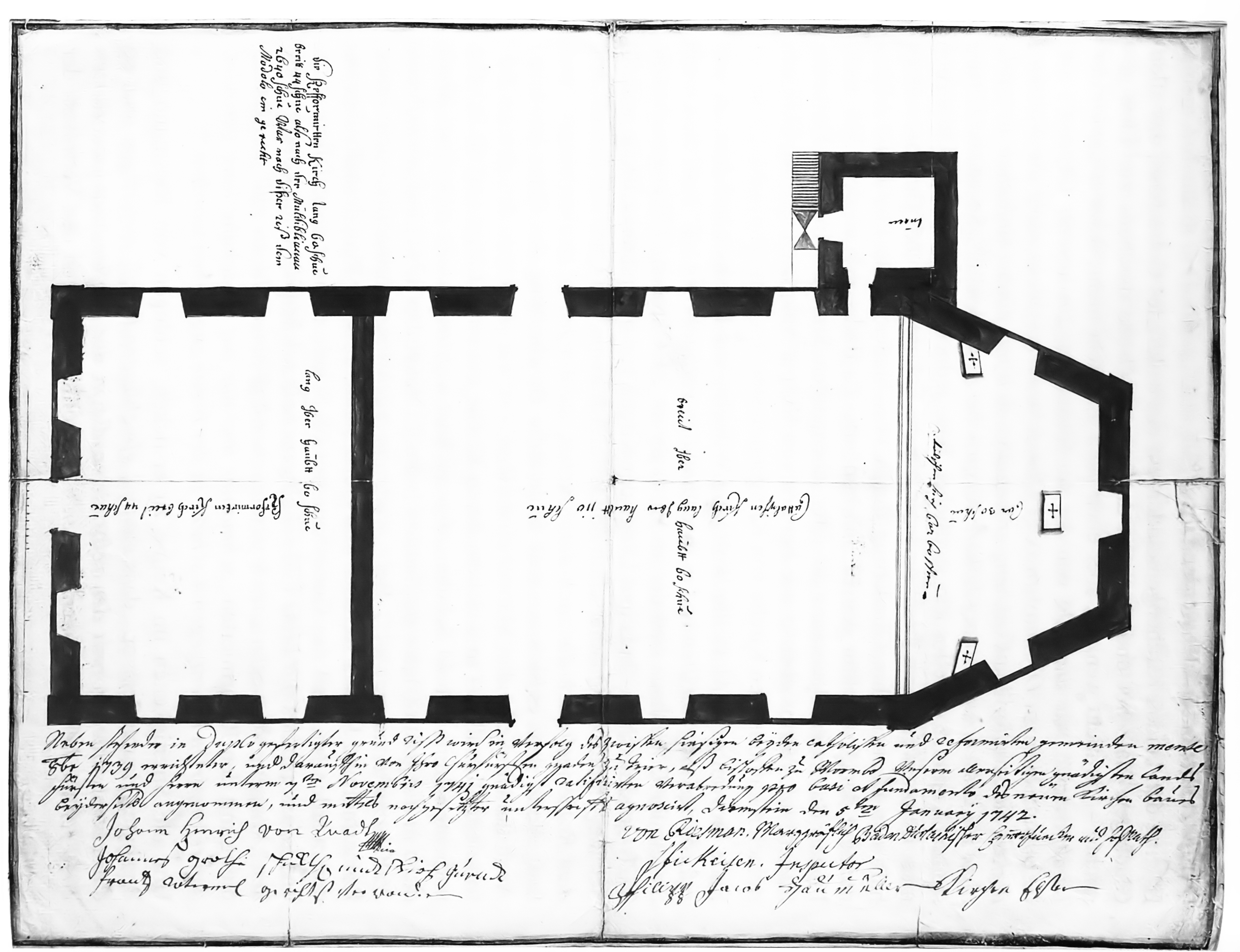
Grundriss der Laurentiuskirche Dirmstein

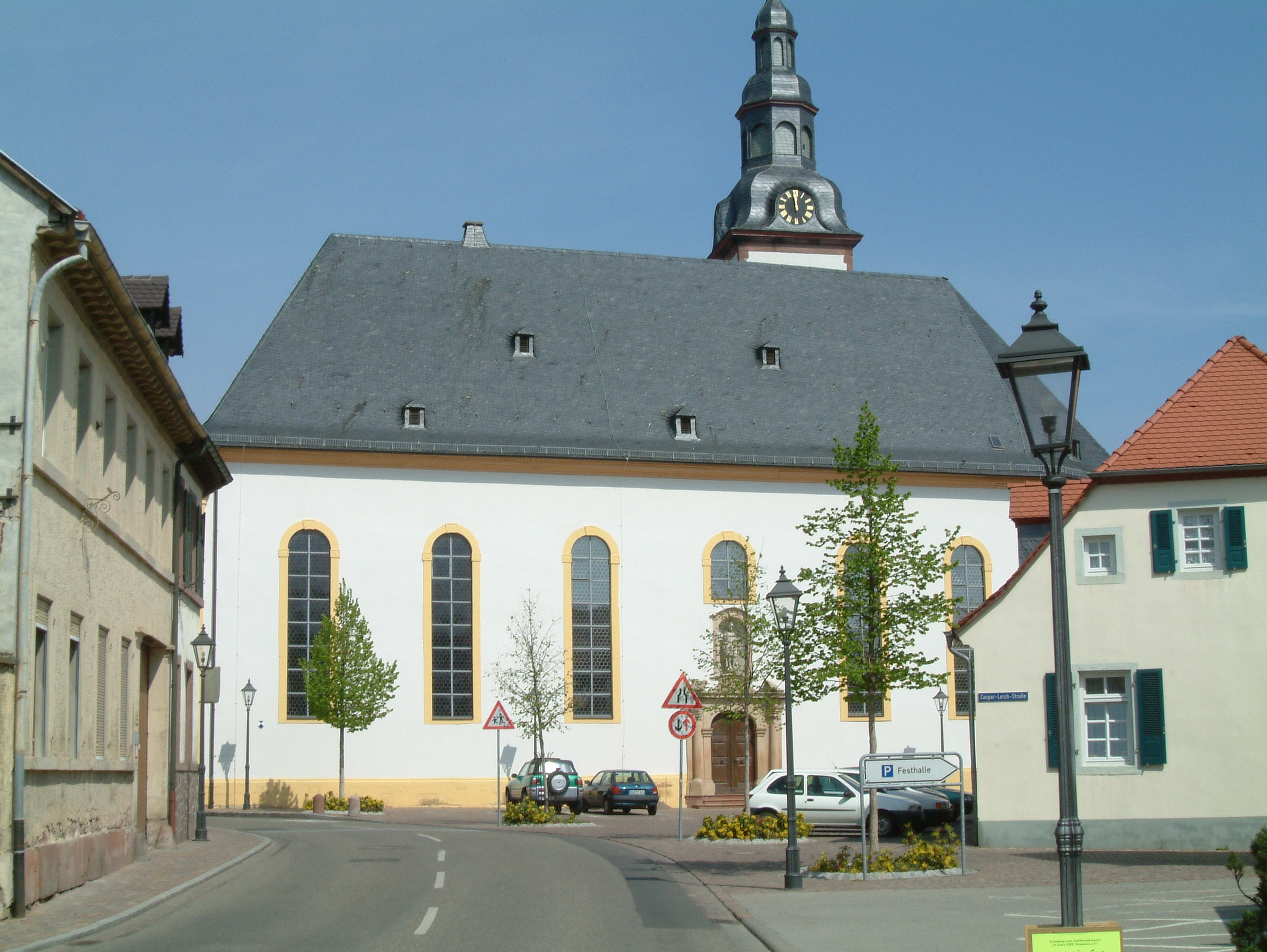
Laurentiuskirche Dirmstein

In eine Aufstellung der „geschichtlichen Denkmäler Dirmsteins“ wurde im 19. Jahrhundert handschriftlich eingefügt, Baumeister der Laurentiuskirche sei Balthasar Nigg gewesen. Sein Schwiegersohn, Geschäftspartner und Nachfolger Franz Rothermel hatte den ursprünglichen Entwurf Balthasar Neumanns modifiziert und wird deshalb gemeinhin als Erbauer genannt.
Franz Georg von Schönborn, ab 1732 Fürstbischof von Worms, hatte 1740 Balthasar Neumann beauftragt, ein neues Gotteshaus für seinen Sommersitz in Dirmstein zu planen. Es ist wahrscheinlich, dass die Zusammenarbeit Balthasar Neumanns und Balthasar Nicks auf eine alte Vorarlberger Verbindung zurückgeht. Der Böhme Neumann war nämlich ab 1716 Mitarbeiter von Joseph Greissing, dem Würzburger Stadtzimmermeister und bedeutenden Barockbaumeister Unterfrankens; Greissing stammte aus Hohenweiler in Vorarlberg und war 1690 als Polier in die Dienste des Würzburger Stadtzimmermeisters Adam Nick getreten. Eine verwandtschaftliche Beziehung zwischen Adam und Balthasar Nick ist angesichts des gleichen Familiennamens möglich, aber bisher nicht nachgewiesen. Nach Greissings Tod hatte Neumann im Jahr 1721 dessen Amt in Würzburg übernommen.